# Polygonum majus
Polygonum majus är en slideväxtart som först beskrevs av Meissn., och fick sitt nu gällande namn av Charles Vancouver Piper. Polygonum majus ingår i släktet trampörter, och familjen slideväxter. Inga underarter finns listade i Catalogue of Life.